# Li Meifang
En aquest nom xinès, el cognom és Li.
Li Meifang (Lianyungang, Jiangsu, 20 d'agost de 1978) va ser una ciclista xinesa, especialista en el contrarellotge. També va competir en ciclisme en pista.

## Palmarès en ruta
- 2002
  - Campiona d'Àsia en contrarellotge
- 2003
  - Campiona d'Àsia en contrarellotge
- 2004
  - Campiona d'Àsia en contrarellotge
- 2005
  - Campiona d'Àsia en contrarellotge
  -  Campiona de la Xina en contrarellotge
- 2006
  - Medalla d'or als Jocs Asiàtics en contrarellotge
- 2007
  - Campiona d'Àsia en contrarellotge
  -  Campiona de la Xina en contrarellotge
  - 1a al Tour of Chongming Island i vencedora d'una etapa
- 2008
  - Campiona d'Àsia en contrarellotge
  - 1a al Tour of Chongming Island i vencedora d'una etapa
  - 1a al Tour of Chongming Island - contrarellotge

## Palmarès en pista
- 2003
  - Campiona d'Àsia en persecució
  - Campiona d'Àsia en persecució per equips
- 2004
  - Campiona d'Àsia en persecució

### Resultats a laCopa del Món
- 2005-2006
  - 1a a Moscou, en Persecució